# Ancroft
Ancroft est une paroisse civile et un village du Northumberland, en Angleterre.